# Lợn Landrace

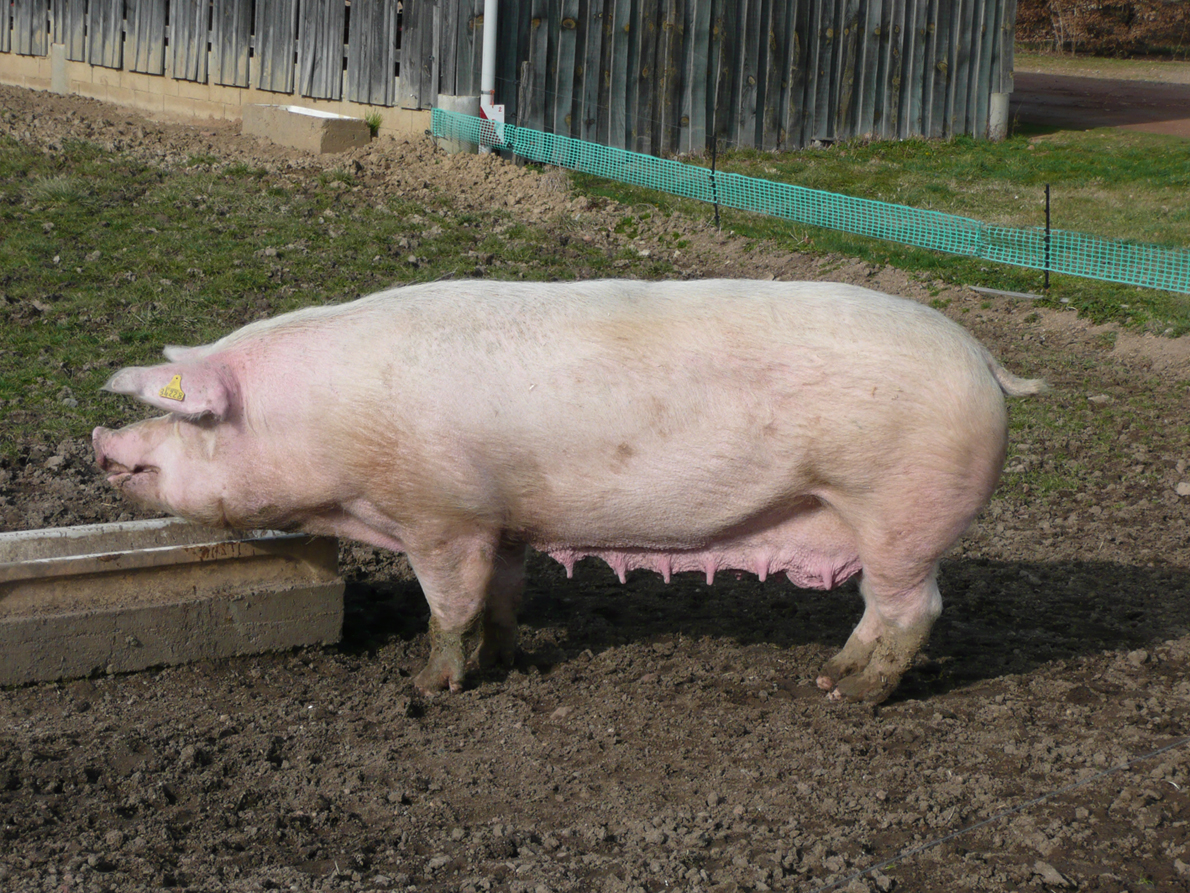
Một con lợn Landrace

Lợn Landrace (phát âm Tiếng Việt như là lợn Lan-đơ-rát) hay gọi chính xác là Lợn Landrace Đan Mạch là một giống lợn cao sản có nguồn gốc từ Đan Mạch và được nuôi ở nhiều nơi trên thế giới. Lợn Landrace có rất nhiều ưu điểm như sinh sản tốt, tăng trọng nhanh, tiêu tốn ít thức ăn, tỷ lệ thịt xẻ cao, tỷ lệ nạc cao và chất lượng thịt tốt, chúng có khả năng thích nghi tốt, phòng bệnh tốt, nhanh lớn. Lợn Landrace được nuôi để lấy thịt.